# Přestrojení v serailu aneb Veliký lov na lvy
Přestrojení v serailu aneb Veliký lov na lvy (v německém originále Die Maskerade im Serail oder Die grosse Löwenjagd) je komická opera ve formě singspielu českého skladatele Antonína Volánka na libreto Philippa Heimbachera. Její premiéru uvedla v roce 1792 nebo až 1. ledna 1793 v pražském Nosticově divadle společnost Václava Mihuleho.
Antonín Volánek (1761-1817) působil v pražském Vlastenském divadle zřejmě již v době jeho působení v Boudě v letech 1786-1789, jistě pak jako kapelník a skladatel tohoto divadla v době jeho působení v domě u Hybernů od roku 1790, nejprve pod vedením Václava Mihuleho. Pro toto divadlo skládal vedle baletů rovněž zpěvohry. První, o níž se dochovaly zprávy, byla zpěvohra Ševcovský svatvečer aneb Kašpárek, žravá hlídka, která byla provedena na podzim roku 1792 ve Vídni a později se hrála ve Vlastenském divadle v německém i českém znění. První Volánkovou operou pro Prahu se stalo Přestrojení v serailu aneb Veliký lov na lvy na libreto pražského policejního komisaře a dramatika Philippa Heimbachera (1756/7–1796).
Text ani hudba opery Přestrojení v serailu se nedochoval, podle názvu se však zřejmě jednalo o adaptaci zpěvohry Spiknutí odalisek aneb Lov na lvy (Die Verschörung der Odalisken oder Die Löwenjagd, libreto Karl Fridrich Hensler a hudba Wenzel Müller, premiéra 4. května 1972 ve vídeňském divadle Theater in der Leopoldstadt). Děj spadal mezi dobově oblíbená komická témata z tureckého Orientu, kam patřily například singspiely Františka Ondřeje Holého (Kupec ze Smyrny, Paša z Tunisu) nebo Mozartův Únos ze serailu, který se v Praze hrál poprvé v roce 1782. Přestrojení v serailu se hrálo v karnevalové době roku 1792/1793. Podle některých pramenů se premiéra v původní němčině konala ještě roku 1792 a Miroslav Laiske ve své knize Pražská dramaturgie klade první české představení (na slova neznámého překladatele) – jež muselo být pozdější než německá premiéra – na Nový rok roku 1793, například muzikolog Adolf Scherl však klade na 1. ledna 1793 německou premiéru a českou verzi až na Tři krále téhož roku, kdy Laiske zaznamenává první a poslední českou reprízu. V každém případě byla tato opera česky hrána nedlouho po své premiéře v němčině. Jednalo se zřejmě spíše o příležitostný kus, který se na repertoáru Mihuleho společnosti dlouho neudržel a jiná divadla jej neuvedla.